# The Simpsons (sæson 17)
Den syttende sæson af tv-serien The Simpsons blev første gang sendt i 2005 og 2006.

## Afsnit

### Bonfire of the Manatees
Tekst mangler, hjælp os med at skrive teksten